# Nguyễn Bá Cẩn

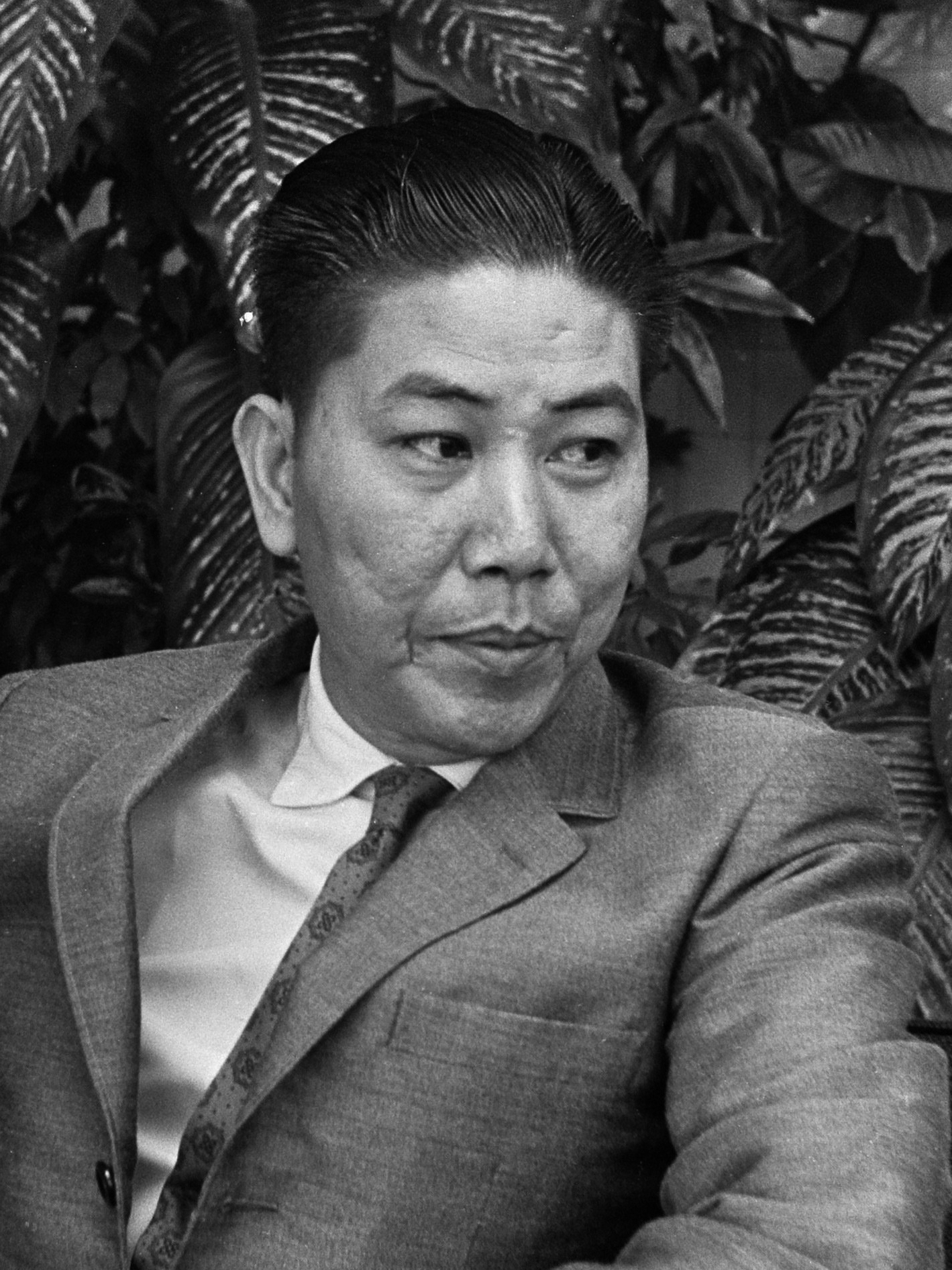
Nguyen Ba Can (1968)

Nguyễn Bá Cẩn (* 1930 in Cần Thơ; † 20. Mai 2009 in San José (Kalifornien)) war ein südvietnamesischer Politiker.
Nguyễn Bá Cẩn war 1975 unter Präsident Nguyễn Văn Thiệu Premierminister von Südvietnam. Sein Nachfolger in diesem Amt wurde Vũ Văn Mẫu.